# Läppkostussläktet
Läppkostussläktet (Cheilocostus) är ett växtsläkte i familjen kostusväxter med fyra arter från sydöstra Asien, Malaysia och Nya Guinea. En art, spiralkostus (C. speciosus) odlas ibland som krukväxt i Sverige.
De är stora, fleråriga örter med jordstam som blir över 1,5 meter höga. de är vanligen kala, endast med hår på undersidan bladen. Stjälkarna grenar sig i toppen. Bladen fälls efter en säsong. Blommorna sitter i toppställda ax. Ibland kommer axen på speciella bladlösa skott från jordstammen. Stödbladen är röda eller bruna, läderartade till nästan förvedade. Fodret är cylindriskt, treflikigt. Kronanär vit, röd eller gul, rörformad med en öppen, praktfull läpp, utan markeringar. Frukten är en trekantig kapsel.
Släktet är liknar kostussläktet (Costus) som dock har blommor med rörformad läpp.